# Departament de Ñeembucú
El departament de Ñeembucú (en castellà i oficialment, Departamento de Ñeembucú) és un dels 17 departaments del Paraguai. El seu codi ISO 3166-2 és PY-12.

## Geografia
El departament, situat al sud del país, és limítrof:
- al nord, amb el departament Central ;
- al nord-est, amb el departament de Paraguarí ;
- a l'est, amb el departament de Misiones ;
- al sud, amb l'Argentina, la província de Corrientes ;
- al sud-oest, amb l'Argentina, la província del Chaco ;
- a l'oest, amb l'Argentina, la província de Formosa.

## Subdivisions
El departament se subdivideix en 16 districtes:
- Alberdi
- Cerrito
- Desmochados
- General José Eduvigis Díaz
- Guazú Cuá
- Humaitá
- Isla Umbú
- Laureles
- Mayor José J. Martínez
- Paso de Patria
- Pilar (capital)
- San Juan Bautista del Ñeembucú
- Tacuaras
- Villa Franca
- Villalbín
- Villa Oliva